# Le mort avait les dents blanches
Pour le téléfilm, voir Le mort avait les dents blanches (téléfilm).
Le mort avait les dents blanches (Four and Twenty Blackbirds) est une nouvelle policière d'Agatha Christie, mettant en scène le détective belge Hercule Poirot.
Initialement publiée le 9 novembre 1940, dans la revue Collier's aux États-Unis, cette nouvelle n'a été reprise en recueil qu'en 1950, dans Three Blind Mice and Other Stories aux États-Unis. Elle a été publiée la première fois en France dans la revue Candide le 7 novembre 1962, puis en 1969 dans le recueil Témoin à charge.

## Publications
Avant la publication dans un recueil, la nouvelle avait fait l'objet de publications dans des revues :
- le 9 novembre 1940, aux États-Unis, dans le no 19 (vol. 106) de la revue Collier's Weekly[1],[2] ;
- en mars 1941, au Royaume-Uni, sous le titre « Poirot and the Regular Customer », dans le no 603 du mensuel The Strand Magazine[1] ;
- en juin 1946, aux États-Unis, dans le no 31 (vol. 7) de la revue Ellery Queen's Mystery Magazine[3] ;
- le 10 octobre 1960, au Royaume-Uni, dans le no 10 de la revue Argosy[4] ;
- le 7 novembre 1962, en France, dans la revue Candide[5].

La nouvelle a ensuite fait partie de nombreux recueils :
- en 1950, aux États-Unis, dans Three Blind Mice and Other Stories [1],[6] (avec 8 autres nouvelles) ;
- en 1960, au Royaume-Uni, dans The Adventure of the Christmas Pudding and a Selection of Entrées [1],[7] (avec 5 autres nouvelles) ;
- en 1969, en France, dans Témoin à charge [5] (avec 7 autres nouvelles) ;
- en 1998, en France, dans Christmas Pudding, la réédition de Le Retour d'Hercule Poirot (avec 5 autres nouvelles).

## Adaptations
- 1989 : La mort avait les dents blanches (Four and Twenty Blackbirds), téléfilm britannique de la série télévisée Hercule Poirot (4e épisode, 1.04), avec David Suchet dans le rôle principal.
- 2004 : Twenty-Four Japanese Thrushes, épisode de la série animée japonaise Agatha Christie's Great Detectives Poirot and Marple[8].